# Sony Ericsson K750i
Sony Ericsson K750i — трёхдиапазонный мобильный телефон фирмы Sony Ericsson в корпусе типа «моноблок». До официального анонса телефон был известен под кодовым названием Clara.
Телефон был выпущен в 2005 году.
По мнению журналистов, анализирующих рынок мобильных телефонов, K750i был одним из лучших продуктов своего времени и, возможно, наиболее удачным продуктом Sony Ericsson за всю историю компании. Ассоциация Technical Image Press Association признала Sony Ericsson K750i лучшим камерофоном 2005 года.
K750i стал первым массовым аппаратом, встроенная фотокамера которого имела матрицу в 2 мегапикселя. 
Как и для большинства моделей Sony Ericsson, выпускалось три версии: K750a для рынка США, K750c для рынка КНР и K750i для остальных рынков. Версии отличались только рабочими диапазонами частот.
Позднее на базе K750 был разработан аппарат W800, ставший первым представителем музыкальной линейки Sony Ericsson Walkman. Отличия аппаратов состоят исключительно в прошивке, корпусе и комплектации.
Существует также операторская версия D750i для сети T-Mobile. D750i выпускался в серебристо-сером корпусе. Других отличий нет.

## Технические характеристики
| Общие характеристики                        | Общие характеристики |
| ------------------------------------------- | --- |
| Диапазоны частот                            | GSM 900, GSM 1800, GSM 1900 |
| Тип корпуса                                 | классический |
| Конструкция                                 | джойстик |
| Антенна                                     | встроенная |
| Вес                                         | 99 г |
| Размеры                                     | 100x46x21 мм |
| Звонки                                      | |
| Тип мелодий                                 | 40-голосная полифония, MP3-мелодии |
| Виброзвонок                                 | есть |
| Редактор мелодий                            | есть |
| Связь                                       | |
| Интерфейсы                                  | IRDA, USB, Bluetooth |
| Доступ в интернет                           | WAP 2.0, GPRS, POP/SMTP-клиент |
| Модем                                       | есть |
| Синхронизация с компьютером                 | есть |
| Сообщения                                   | |
| Дополнительные функции SMS                  | ввод текста со словарём, шаблоны сообщений, отправка SMS нескольким адресатам |
| MMS                                         | есть |
| EMS                                         | есть |
| Другие функции                              | |
| Громкая связь (встроенный динамик)          | есть |
| Управление                                  | голосовой набор, голосовое управление |
| Автодозвон                                  | есть |
| Звуковая индикация времени разговора        | есть |
| Режимы кодирования звука HR, FR, EFR        | есть |
| Экран                                       | |
| Тип экрана                                  | цветной 1.8″ TFT-экран, 262144 цветов |
| Размер изображения                          | число строк — 7, 176*220 пикс. |
| Русификация                                 | есть |
| Мультимедийные возможности                  | |
| Встроенная фотокамера                       | камера 2 мегапикселя, автофокус, вспышка, цифровой 4 х зум |
| Запись видеороликов                         | есть |
| Аудио                                       | FM-радиоприёмник, MP3-проигрыватель Кнопками громкости при долгом нажатии можно переключать треки В FM-приёмнике станции                                                               |
| Диктофон                                    | есть, запись в формат AMR (также запись телефонных звонков) |
| Игры                                        | есть (поддерживается 3D) |
| Java-приложения                             | есть |
| Объём встроенной памяти                     | 34 МБ |
| Объём оперативной памяти                    | 1 МБ |
| Тип карты памяти                            | Memory Stick Duo, Memory Stick PRO Duo |
| Питание                                     | |
| Тип аккумулятора                            | Li-polymer |
| Ёмкость аккумулятора                        | 900 мА·ч |
| Время разговора                             | 9:00 ч:мин |
| Время ожидания                              | 400:00 ч:мин |
| Записная книжка и органайзер                | |
| Записная книжка в аппарате                  | 510 номеров |
| Поиск по книжке                             | есть |
| Обмен между SIM-картой и внутренней памятью | есть |
| Прямой (flash) набор                        | 8 номеров |
| Органайзер                                  | |
| Дополнительная информация                   | |
| Комплектация                                | телефон, аккумулятор, сетевое з/у, портативная hands-free, интерфейсный кабель, карта памяти 64Mb, диск ПО, инструкция                                                                 |
| Особенности                                 | реальный объём свободной памяти может изменяться в зависимости от предварительной конфигурации телефона; фонарик; путём перепрошивки превращается в модель W800i (аппаратно идентичен) |

## Возможность прошивки
Изначально программное обеспечение телефона содержало в себе ошибки, которые планировалось исправлять путём выпуска обновлений для телефона посредством SonyEricsson Update Service. Процесс прошивки был достаточно прост — было необходимо следующее:
- USB-кабель DCU-60 (прилагался к телефону);
- приложение SEUS (скачивалось на сайте производителя)[5];
- подключение к интернету (необходимо для загрузки прошивки с сайта);

после чего, следуя инструкциям программы, программное обеспечение телефона обновлялось до последней доступной версии.
Вскоре энтузиастами был найден способ получить доступ к внутренней файловой системе телефонов SonyEricsson, благодаря чему на многочисленных фан-сайтах стали появляться кастомизированные прошивки, изменяющие или дополняющие изначальную функциональность. Изменению подвергается оформление телефона, снятие ограничений для неподписанных Java-приложений, размеры и начертания шрифтов, удаление неиспользуемых пользователем приложений, и многое другое.

## Программное обеспечение для работы с телефоном
Для работы с телефоном существует разнообразное программное обеспечение, которое позволяет редактировать телефонную книгу и календарь телефона, просматривать и отправлять SMS на компьютере, программы для создания своих тем оформления.

## Похожие модели
- Sony Ericsson W800i
- Sony Ericsson K700i
- Sony Ericsson D750i
- Nokia 6230i
- Sony Ericsson W700i